# Lysovice
Lysovice är en ort i Tjeckien.   Den ligger i regionen Södra Mähren, i den östra delen av landet, 210 km sydost om huvudstaden Prag. Lysovice ligger 274 meter över havet och antalet invånare är 244.
Terrängen runt Lysovice är platt åt sydost, men åt nordväst är den kuperad. Runt Lysovice är det ganska tätbefolkat, med 72 invånare per kvadratkilometer. Närmaste större samhälle är Vyškov, 6,9 km norr om Lysovice. Trakten runt Lysovice består till största delen av jordbruksmark.